# Граттері (провінція Палермо)
Граттері, Ґраттері (італ. Gratteri, сиц. Ratteri) — муніципалітет в Італії, у регіоні Сицилія,  метрополійне місто Палермо.
Граттері розташоване на відстані близько 460 км на південь від Рима, 60 км на схід від Палермо.
Населення — 974 особи (2014).
Покровитель — San Giacomo.

## Демографія
Населення за роками:

Станом на 1 січня 2023 року в муніципалітеті офіційно проживало 19 іноземців з 10 країн, серед них 12 громадян країн Євросоюзу.

## Сусідні муніципалітети
- Чефалу
- Коллезано
- Ізнелло
- Ласкарі